# Medlovice, Uherské Hradiště
Medlovice là một làng thuộc huyện Uherské Hradiště, vùng Zlínský, Cộng hòa Séc.